# Ependes VD
| VD ist das Kürzel für den Kanton Waadt in der Schweiz. Es wird verwendet, um Verwechslungen mit anderen Einträgen des Namens Ependes zu vermeiden. |

Ependes ist eine politische Gemeinde im Distrikt Jura-Nord vaudois des Kantons Waadt in der Schweiz.

## Geographie
Ependes liegt auf 447 m ü. M., 5 km südwestlich der Bezirkshauptstadt Yverdon-les-Bains (Luftlinie). Das Haufendorf erstreckt sich leicht erhöht am südöstlichen Rand der Orbeebene, am Fuss der nördlichen Ausläufer des Hochplateaus des Gros de Vaud, im Waadtländer Mittelland.
Die Fläche des 4,8 km² grossen Gemeindegebiets umfasst einen Abschnitt des nördlichen Waadtländer Mittellandes. Der grössere nördliche Gemeindeteil wird von der flachen Orbeebene eingenommen (435 m ü. M.) und reicht über den Canal Oriental (Teil des Entrerocheskanals) bis zur kanalisierten Thielle. Nach Süden erstreckt sich der Gemeindeboden über einen Steilhang auf die Hochfläche nördlich von Suchy, die durch die Tälchen des Dorfbaches von Ependes untergliedert wird. Der höchste Punkt von Ependes wird mit 569 m ü. M. oberhalb der Côtes de Chalamont erreicht. Von der Gemeindefläche entfielen 1997 8 % auf Siedlungen, 14 % auf Wald und Gehölze, 76 % auf Landwirtschaft und etwas weniger als 2 % war unproduktives Land.
Nachbargemeinden von Ependes sind Yverdon-les-Bains, Belmont-sur-Yverdon, Suchy, Chavornay, Orbe, Mathod, Suscévaz und Treycovagnes.

## Bevölkerung
Mit 388 Einwohnern (Stand 31. Dezember 2023) gehört Ependes zu den kleinen Gemeinden des Kantons Waadt. Von den Bewohnern sind 90,0 % französischsprachig, 3,1 % portugiesischsprachig und 2,8 % deutschsprachig (Stand 2000). Die Bevölkerungszahl von Ependes belief sich 1850 auf 320 Einwohner, 1900 nur noch auf 249 Einwohner. Nachdem die Bevölkerung zwischenzeitlich auf 205 Einwohner (1980) abgenommen hatte, wurde seither wieder ein deutlicher Bevölkerungszuwachs registriert.

## Wirtschaft
Ependes war bis in die zweite Hälfte des 20. Jahrhunderts ein vorwiegend durch die Landwirtschaft geprägtes Dorf. Noch heute haben der Ackerbau und der Obstbau eine wichtige Bedeutung in der Erwerbsstruktur der Bevölkerung. Eine Landfläche von mehr als 1 km² ist von der Zuckerfabriken Aarberg und Frauenfeld AG für den Anbau von Zuckerrüben gepachtet worden. Ferner gibt es mehrere Gartenbaubetriebe. Weitere Arbeitsplätze sind im lokalen Kleingewerbe und im Dienstleistungssektor vorhanden. Von 1830 bis 1971 war Ependes Standort einer Käsereigenossenschaft. In den letzten Jahrzehnten hat sich Ependes auch zu einer Wohngemeinde entwickelt. Zahlreiche Erwerbstätige sind deshalb Wegpendler, die vor allem in Yverdon arbeiten.

## Verkehr
Die Gemeinde ist verkehrstechnisch recht gut erschlossen. Sie liegt an der alten Hauptstrasse von Yverdon nach Chavornay. Der Autobahnanschluss Yverdon-Sud an der 1981 eröffneten A1 (Lausanne-Yverdon), die das Gemeindegebiet durchquert, ist rund 4 km, der Anschluss Chavornay rund 5 km vom Ortskern entfernt. Am 7. Mai 1855 wurde der Abschnitt Yverdon-Bussigny-près-Lausanne der Eisenbahnlinie Yverdon-Lausanne mit einem Bahnhof in Ependes eröffnet.

## Geschichte
Das Gemeindegebiet von Ependes war schon sehr früh besiedelt, was durch vorgeschichtliche Befestigungsanlagen auf dem Hügel La Poëpe östlich des Dorfes bezeugt wird. Die erste urkundliche Erwähnung des Ortes erfolgte 1154 unter dem Namen Spinles. Später erschienen die Bezeichnungen Espinnes (1160), Espindes (1216), Espignes (1227) und Spinnes (1251). Der Ortsname geht auf das lateinische Wort spinas (Dorn, Dornstrauch) zurück.
Seit dem Mittelalter war Ependes Teil der Herrschaft Belmont. Mit der Eroberung der Waadt durch Bern im Jahr 1536 gelangte das Dorf unter die Verwaltung der Vogtei Yverdon, wobei es zur Kastlanei Belmont gehörte. Nach dem Zusammenbruch des Ancien Régime gehörte Ependes von 1798 bis 1803 während der Helvetik zum Kanton Léman, der anschliessend mit der Inkraftsetzung der Mediationsverfassung im Kanton Waadt aufging. 1798 wurde es dem Bezirk Yverdon zugeteilt.

## Sehenswürdigkeiten
Die Kirche, bereits 1228 genannt, unterstand im Mittelalter der Prämonstratenserabtei Lac de Joux (L’Abbaye). Sie wurde 1787 wegen der häufigen Überschwemmungen in der Orbeebene erhöht. Nahe dem Bahnhof befindet sich das Schloss von Ependes, ein Herrensitz aus dem 18. Jahrhundert.